# 鎌倉市立深沢中学校
鎌倉市立深沢中学校（かまくらしりつふかさわちゅうがっこう）は 神奈川県鎌倉市にある公立中学校。

## 所在地
〒247-0063 神奈川県鎌倉市梶原1丁目14-1に所在する

## 沿革
- 1947年5月1日 - 新学区制により深沢村立深沢中学校として、同村深沢小学校（現鎌倉市立深沢小学校）に併設。
- 1948年1月1日 - 鎌倉市と合併のため校名を鎌倉市立深沢中学校と改称。
- 1963年4月1日 - 県社会福祉事業研究普及指定校。
- 1965年4月1日 - 文部省及び市研究指定校。
- 1966年3月1日 - 校舎建築、完成（現旧校舎）。
- 1966年4月1日 - 県特別研究指定校及び市研究指定校。
- 1966年10月17日 - 県学園緑化指定校。
- 1968年4月1日 - 県実験学校、市研究指定校。
- 1975年1月15日 - 校庭一般開放用夜間照明完成。
- 1980年11月17日 - 市研究発表「新教育課程の円滑な運営とその諸問題の究明　ゆとりと充実」
- 1982年5月20日 - 文部省帰国子女教育研究協力校。
- 1985年4月1日 - 市教育委員会研究委託校（帰国生徒教育）。
- 1990年10月27日 - 陶芸部が陶芸コンクール文部大臣賞を受賞。
- 1996年2月1日 - 環境保全協力校として環境省より表彰。
- 2000年4月1日 - 県教育委員会より新教育課程推進法。
- 2003年4月1日 - 市教育委員会教育課程指定研究委託校。
- 2007年4月1日 - 県教育委員会より人権・同和教育研究校、
- 2010年3月29日 - 太陽光パネルが完成。
- 2011年4月1日 - 特別支援学級を開級。
- 2014年11月6日 - 鎌倉市教育委員会教育課題指定研究発表を実施。
- 2016年9月1日 - 普通教室空調設備が完成。
- 2021年4月5日 - 教育目標を「未来につながる深い学び」に変更。

## 進学前の小学校
- 鎌倉市立深沢小学校
- 鎌倉市立富士塚小学校

## 主な卒業生
- 伊藤槙紀（卓球選手）
  - 2020年東京パラリンピック卓球女子銅メダリスト[2]
- 田中雄太（フットゴルフ選手）
  - フットゴルフ日本代表[3]

## 交通
最寄り駅
- 湘南モノレール江の島線・湘南深沢駅

最寄りバス停
- 深沢小学校前
  - 京浜急行バス - 船2 船3 船7 船8・大船駅行
  - 江ノ電バス - F71（藤沢駅行）、K3（湘南車庫行 ※夜1本）